# Pimpinella tonkinensis
Pimpinella tonkinensis är en flockblommig växtart som beskrevs av Henri Chermezon. Pimpinella tonkinensis ingår i släktet bockrötter, och familjen flockblommiga växter. Inga underarter finns listade i Catalogue of Life.